# Santa Cruz FC
Der Santa Cruz Futebol Clube ist ein brasilianischer Fußballklub in Recife im Staat Pernambuco. Der Verein wurde am 3. Februar 1914 gegründet. Die Vereinsfarben Schwarz, Weiß und Rot gleichen denen einer Korallenkobra, daher wird auf die Mannschaft auch mit „Coral“ Bezug genommen. Die Ortsrivalen sind Sport Recife und Náutico Capibaribe, wobei Sport in der Erfolgsbilanz vorne steht.

## Historie
Santa Cruz war ein häufiger Teilnehmer an der nationalen Meisterschaft. In der Glanzzeit des Vereines, in den 1970ern, konnten dort mit einem vierten Platz 1975 und einem fünften Platz 1978 auch beachtliche Erfolge erzielt werden. Doch nach dem letzten Abstieg aus der ersten Liga, der Série A, 2006 wurde die Mannschaft im Folgejahr in die dritte Liga, die Série C durchgereicht. Im Jahr 2015 feierte Santa Cruz den Wiederaufstieg in die Série A. Am Ende der Saison musste der Klub wieder absteigen. Die Saison 2017 schloss man in der Série B als 18. ab und musste in die Série C zurück.
Europas Fußballer des Jahres 1999 Rivaldo, der WM-Teilnehmer von 1994 Ricardo Rocha und der deutsche Meister Aílton begannen ihre Spielerlaufbahn bei Santa Cruz. 1973 stellte der Verein mit Ramón, der 21 Treffer erzielte, den Torschützenkönig der Brasilianischen Meisterschaft. Pelé soll 1972 gegen Santa Cruz sein 1000. Spiel absolviert haben.

## Stadion

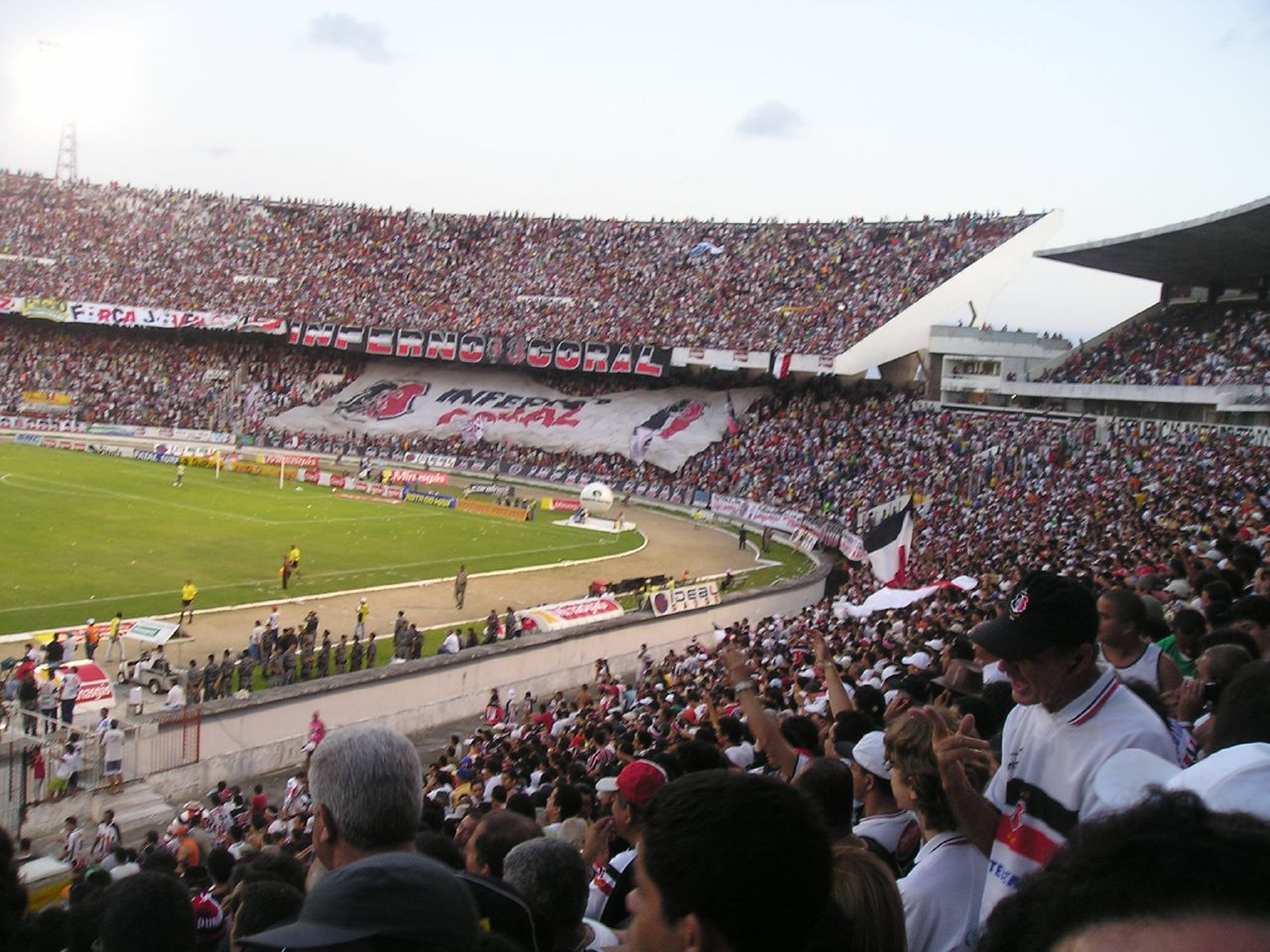
„Coral“-Fans im Estádio do Arruda, 2006

Der Verein trägt seine Heimspiele im vereinseigenen Estádio José do Rego Maciel, im Allgemeinen nach dem Stadtteil Estádio do Arruda genannt, aus.
Das 1972 eröffnete Stadion hat dieser Tage eine Kapazität von rund 60.000 Zusehern. Der Rekordbesuch betrug 96.990 Personen im Jahr 1994 anlässlich eines WM-Qualifikationsspieles zwischen Brasilien und Bolivien, welches die Gastgeber mit 6:0 gewannen.

## Erfolge
- Staatsmeisterschaft von Pernambuco: (29×) 1931, 1932, 1933, 1935, 1940, 1946, 1947, 1957, 1959, 1969, 1970, 1971, 1972, 1973, 1976, 1978, 1979, 1983, 1986, 1987, 1990, 1993, 1995, 2005, 2011, 2012, 2013, 2015, 2016
- Copa do Nordeste: 2016
- Taça Asa Branca: 2017

## Trainer
- Evaristo de Macedo (1972, 1977–1979, 2006)

## Bekannte Spieler
- Grafite (2000, 2002, 2015–2016, 2017–2018)